# Amerikaans politiek systeem

Het politieke systeem van de Verenigde Staten

Het politieke systeem van de Verenigde Staten is een federale constitutionele republiek, waarin de President van de Verenigde Staten (het staatshoofd en de regeringsleider), het Amerikaans Congres en de rechterlijke macht de macht in de nationale overheid delen. De federale overheid deelt soevereiniteit met de deelstaatregeringen van de staten.
De uitvoerende macht wordt voorgezeten door de President en is onafhankelijk van zowel de wetgevende als de rechterlijke macht. De wetgevende macht is gezeteld in de twee kamers van het Congres: de Senaat en het Huis van Afgevaardigden. De rechterlijke macht wordt uitgevoerd door het Hooggerechtshof en lagere federale gerechtshoven. De taak van de rechterlijke macht is om de Grondwet van de Verenigde Staten en federale wetten en regelingen te interpreteren. Hieronder valt ook het oplossen van conflicten tussen de uitvoerende en wetgevende machten. Hoe de federale overheid eruit moet zien, is vastgelegd in de Grondwet. Twee politieke partijen, de Democratische Partij en de Republikeinse Partij, zijn sinds de Amerikaanse Burgeroorlog de dominante partijen. Er zijn ook kleinere partijen, waaronder de Libertarische Partij, de Groene Partij en de Constitution Party.
Er zijn grote verschillen tussen het politieke systeem van de Verenigde Staten en dat van de meeste andere ontwikkelde democratieën, waaronder Nederland. Een paar van deze verschillen zijn een grotere macht in het hogerhuis van de wetgevende macht (vergelijkbaar met de Eerste Kamer), een uitgebreidere strekking van de macht van het Hooggerechtshof, de scheiding van macht tussen de wetgevende en uitvoerende machten en de dominantie van slechts twee politieke partijen. De overige partijen hebben minder politieke invloed in de Verenigde Staten dan in andere democratieën. Dit komt door een combinatie van strenge historische bepalingen. Deze bepalingen zijn gevormd door staats- en federale wetten, informele mediaverboden en de "winner-takes-all"aard van de verkiezingen.
De federale overheid is een entiteit gevormd door de Grondwet van de VS, en is het dominante orgaan van het Amerikaanse overheidssysteem. De meeste mensen vallen echter ook onder de deelstaatregering van hun staat en iedereen valt onder verschillende lokale overheden. Hieronder vallen de county's (een soort provincies), gemeenten en speciale districten.
Deze grote hoeveelheid rechtsgebieden is te danken aan de geschiedenis van het land. De federale overheid is gecreëerd door de staten, die apart waren gevestigd als koloniën en zelfregerend en onafhankelijk van de andere staten waren. De lokale overheden werden door de koloniën gevormd om verschillende staatsfuncties effectiever te kunnen uitvoeren. Met het groeien van het land, werden nieuwe staten toegelaten die hun politieke systeem baseerden op de bestaande systemen.

## Politieke cultuur
Sinds Alexis de Tocqueville bemerken geleerden een sterke continuïteit in de kernwaarden van de Amerikaanse politiek sinds de tijd van de Amerikaanse Revolutie aan het einde van de 18e eeuw.

### Koloniale grondslagen
Enkele Britse koloniën in Noord-Amerika waren uniek in de Europese wereld wat betreft hun levendige politieke cultuur, die de meest getalenteerde en ambitieuze jonge mannen tot de politiek aantrok. Redenen voor dit exceptionalisme zijn onder andere:
1. Ten eerste was het kiesrecht in Amerika het meest verspreid in de wereld. Iedere man met een bepaalde hoeveelheid bezit mocht stemmen. In tegenstelling tot Groot-Brittannië, waar zo'n 20% van de mannen mochten stemmen, was de meerderheid van Amerikaanse mannen kiesgerechtigd. Desondanks was er meer eerbied voor de sociale elite in de koloniale verkiezingen.[3] Deze eerbied verminderde sterk met het begin van de Amerikaanse Revolutie.
2. Ten tweede hadden verkozen organen, met name de assemblages en countyoverheden, in elke kolonie zeggenschap over een breed scala aan openbare en privézaken.[4] Onder de onderwerpen voor openbaar debat vielen onder meer landtoelagen, commerciële subsidies en belasting, net als het beheer van de wegen, armenzorg, tavernes en scholen. Amerikanen brachten veel tijd door in de rechtszaal, aangezien er veel privérechtszaken plaatsvonden. Juridische kwesties werden door lokale rechters en jury's beheerd en opgeleide advocaten speelden een centrale rol. Hierdoor breidde de advocatuur zich sterk uit. De belangrijke rol die advocaten speelden in de politiek was tegen de jaren 1770 duidelijk waarneembaar, zoals te zien is in de carrières van onder anderen John Adams en Thomas Jefferson en vele anderen.[5]
3. Ten derde waren de Noord-Amerikaanse koloniën uniek in de wereld vanwege de groei aan vertegenwoordiging van verschillende belangengroepen. In tegenstelling tot Europa, waar de koninklijke rechtszalen, aristocratische families en de kerk de macht in handen hadden, stond de Amerikaanse politieke cultuur open voor marktlieden, landeigenaren, kleine boeren, ambachtslieden, Anglicanen, Presbyterianen, Quakers, Germanen, Schotten en Ieren, Yankees, Yorkers, en vele andere groepen. Meer dan 90% van de verkozen vertegenwoordigers in de wetgevende macht woonden in hun district, in tegenstelling tot in Engeland, waar het gebruikelijk was om een parlementslid te hebben, dat verder van de bevolking stond.
4. De laatste en belangrijkste reden is dat de Amerikanen gefascineerd raakten en zich steeds meer aanpasten aan de politieke waarden van republicanisme, waarin gelijke rechten, het belang van deugdzame burgers en het kwaad van corruptie, luxe en aristocratie centraal stonden.[6]

Geen van de koloniën had het soort politieke partijen die ontstonden in de jaren 1790, maar er waren fracties die om de macht streden.

### De Amerikaanse ideologie
Republicanisme, gecombineerd met een vorm van klassiek liberalisme, blijft de belangrijkste ideologie. Centrale documenten hierin zijn, onder andere, de Onafhankelijkheidsverklaring (1776), de Grondwet (1787), De Federalist Papers (1788), de Bill of Rights (1791) en Abraham Lincoln's Gettysburg Address (1863). Politicoloog Louis Hartz beschreef dit thema in The Liberal Tradition in America (1955). Hartz beschouwt het Zuiden van voor de oorlog als losbrekend van deze centrale ideologie in de jaren 1820, toen er daar meer werd geneigd naar een hiërarchische, feodale gemeenschap. Anderen, onder wie David Gordon van het libertarische Mises Institute uit Alabama, zijn van mening dat de separatisten, die de Separatistische Confederatie stichtten in 1861, de waarden van het klassieke liberalisme behielden. Onder de kernwaarden van deze ideologie vallen onder andere:
- Burgerplicht: burgers hebben de verantwoordelijkheid om de overheid te begrijpen en te ondersteunen, deel te nemen aan de verkiezingen, belasting te betalen en in dienstplicht te gaan.
- Verzet tegen politieke corruptie.
- Democratie: De overheid is verdedigbaar tegenover het volk, die hun vertegenwoordigers mogen veranderen door middel van verkiezingen.
- Gelijkheid voor de wet: De wetten mogen geen speciale privileges geven aan bepaalde burgers. Overheidsambtenaren zijn onderworpen aan de wet, net als de anderen.
- Godsdienstvrijheid: De overheid mag godsdienst steunen noch onderdrukken.
- Vrijheid van meningsuiting: De overheid mag door de wet of door handelen de persoonlijke, niet-gewelddadige meningsuitingen van een burger niet beperken.

Toen de Verenigde Staten werden gesticht, bestond de economie voor het grootste deel uit landbouw en kleine privéondernemingen en de staatsoverheden lieten welvaartsproblemen over aan privé- of lokale initiatieven. De laisser-faire-ideologie werd grotendeels opgegeven in de jaren 1930, tijdens de Grote Depressie. Tussen de jaren 1930 en 1970 werd het fiscale beleid gekenmerkt door de keynesiaanse consensus. In die tijd domineerde modern Amerikaans liberalisme het economisch beleid. Sinds het einde van de jaren 70 en de vroege jaren 80, werd de laisser-faire-ideologie, zoals uitgelegd door Milton Friedman, weer een sterke macht in de Amerikaanse politiek. Hoewel de Amerikaanse welvaartsstaat verdrievoudigde na de Tweede Wereldoorlog, staat het sinds eind jaren 70 op 20% van het bbp. Tegenwoordig zijn modern Amerikaans liberalisme en modern Amerikaans conservatisme verwikkeld in een voortdurende politieke strijd, die wordt gekarakteriseerd door wat The Economist beschrijft als "grotere verdeeldheid [en] nek-aan-nek, maar hard bevochten verkiezingen."

### Gebruik van "links–rechts"politiek
Het hedendaagse Amerikaanse politieke spectrum en het gebruik van de termen "links–rechts-politiek", "liberalisme" en "conservatisme" verschilt in de Verenigde Staten van dat in de rest van de wereld. Volgens de Amerikaanse historicus Arthur Schlesinger, Jr. "heeft Liberalisme in de Amerikaanse zin van het woord weinig gemeen met hoe de term gebruikt in de Europese politiek, behalve misschien Groot-Brittannië" (1956). Schlesinger merkt ook op dat Amerikaans liberalisme niet dezelfde overtuiging toont voor beperkte overheid en laisser-faire-economie als klassiek liberalisme. Omdat die twee posities over het algemeen genomen vaak door Amerikaanse conservatieven worden ondersteund, merkte historicus Leo P. Ribuffo in 2011 op dat "dat wat de Amerikanen tegenwoordig conservatisme noemen, wordt in de rest van de wereld liberalisme of neoliberalisme genoemd."

### Kiesrecht
Het kiesrecht is van toepassing op vrijwel alle burgers van 18 jaar of ouder. Alle staten en het District van Columbia dragen bij aan de electorale stemmen voor de President. Echter, het District, net als andere bezittingen van de VS, zoals Puerto Rico en Guam, zijn niet vertegenwoordigd in het Congres. Deze eenheden hebben geen recht om een politiek figuur te kiezen buiten hun eigen gebieden. Elke gemenebest, territorium, of district kan alleen een niet-stemmende afgevaardigde kiezen om plaats te nemen in het Huis van Afgevaardigden.
Vrouwenkiesrecht werd een belangrijk onderwerp na de Amerikaanse Burgeroorlog van 1861-1865. Nadat het vijftiende amendement van de grondwet van de Verenigde Staten werd geratificeerd in 1870, waardoor ook Afrikaans-Amerikaanse mannen mochten stemmen, wilden verschillende vrouwenrechtengroepen dat het kiesrecht ook voor vrouwen werd toegestaan. Twee grote belangengroepen werden gevormd. De eerste was de National Woman Suffrage Association, gevormd door Susan B. Anthony en Elizabeth Cady Stanton. Deze groep had als doel om kiesrecht op federaal niveau in te voeren en om meer wijzigingen in de regering door te voeren, waaronder het toestaan van eigendomsrechten voor getrouwde vrouwen. De tweede groep, de American Woman Suffrage Association, gevormd door Lucy Stone, had als doel om vrouwen het recht op stemmen te geven. In 1890 gingen de twee groepen samen en vormden ze de National American Woman Suffrage Association (NAWSA). De NAWSA zette zich in om staat voor staat steun te krijgen en in 1920 werd het negentiende amendement van de grondwet geratificeerd, waardoor vrouwen het recht kregen om te stemmen.
De studentenbewegingen tegen de Vietnamoorlog in de jaren 60 leidde tot het zesentwintigste amendement van de grondwet van de Verenigde Staten, waarin de kiesleeftijd verlaagd van 21 naar 18 en leeftijdsdiscriminatie bij het stemmen.

## Deelstaatregering
De deelstaatregeringen, de regeringen van elke individuele staat, hebben de bevoegdheid om wetten te maken die niet onder de zeggenschap van de federale overheid vallen of waarvan in de Grondwet bepaald is dat de staat er geen zeggenschap over heeft. Onder de wetten die de staten zelf mogen maken, vallen onderwijs, familierecht, contractrecht en de meeste misdaden. In tegenstelling tot de federale overheid, die alleen die bevoegdheden heeft die in de grondwet bepaald zijn, heeft een deelstaatregering inherente bevoegdheden om zelfstandig te handelen, tenzij er in de grondwet van de staat of het land een beperking op is gesteld.
Net als de federale overheid, hebben de deelstaatregeringen drie afdelingen: uitvoerend, wetgevend, en rechterlijk. De president van de staat is de met stemmen gekozen gouverneur, die meestal vier jaar regeert (in sommige staten is de termijn maar twee jaar). Met uitzondering van Nebraska, waar een eenkamerstelsel is, hebben alle staten tweekamerstelsels, waar het hogerhuis vaak de Senaat wordt genoemd en het lagerhuis het Huis van Afgevaardigden. In de meeste staten, zitten senators vier en de leden van het lagerhuis twee jaar in hun positie.
De grondwetten van de verschillende staten verschillen in enkele details van elkaar, maar zijn in grote lijnen hetzelfde opgebouwd en volgen het voorbeeld van de federale Grondwet. De grondwetten bevatten allemaal een verklaring van de rechten van het volk en een plan voor de organisatie van de regering. De deelstaatgrondwetten zijn vaak echter gedetailleerder dan de federale Grondwet.

## Lokale overheid
Er zijn in de VS 89.500 lokale overheden, waaronder 3.033 county's ("provincies"), 19.492 gemeenten, 16.500 buurtschappen, 13.000 schoolwijken en 37.000 andere speciale districten, die zich bezighouden met onderwerpen zoals brandveiligheid. De lokale overheden dienen direct de behoeften van het volk en voorzien in alles van politie en brandveiligheid tot sanitaire codes, gezondheidsvoorschriften, onderwijs, openbaar vervoer en huisvesting. Normaal gesproken zijn lokale verkiezingen partijloos—lokale politici schorten tijdelijk hun aansluiting met hun partij op als ze campagne voeren en in de regering zitten.
Ongeveer 28% van de Amerikaanse bevolking woont in steden met 100.000 inwoners of meer. De stadsregeringen worden verleend door de staten en in de overeenkomst staan de doelen en bevoegdheden van de gemeente. Voor de meeste grote steden is het noodzakelijk samen te werken met zowel de federale als de deelstaatregeringen om te kunnen voorzien in de behoeften van de bevolking. Het soort stadsregeringen verschilt sterk van stad tot stad. Ze hebben echter bijna allemaal een centrale raad, die wordt verkozen door stemgerechtigden, en een uitvoerend directeur, die wordt ondersteund door verschillende afdelingshoofden in het regelen van alle regeringszaken binnen de stad. Steden in het westen en zuiden van de VS hebben meestal een partijloze lokale politiek.
Er zijn drie algemene typen stadsregeringen: de burgemeester-raad, de commissie, en de raad-bestuurder. Dit zijn de pure vormen; veel steden hebben combinaties van twee of alle drie de typen.

### Burgemeester-Raad
Dit is de oudste variant van de stadsregering in de Verenigde Staten en tot het begin van de 20ste eeuw werd dit type door bijna alle Amerikaanse steden gebruikt. De structuur lijkt op die van de staat en de nationale overheid, waarbij een gekozen burgemeester de leider is van de uitvoerende macht en een gekozen gemeenteraad de verschillende wijken vertegenwoordigt en de wetgevende macht bepaalt. De burgemeester wijst de hoofden voor de verschillende afdelingen binnen het stadsbestuur aan, soms met de goedkeuring van de raad. Hij of zij heeft de macht om ordonnanties (de wetten van de stad) te vetoën en is vaak verantwoordelijk voor het opstellen van het stadsbudget. De raad neemt ordonnanties aan, stelt de eigendomsbelasting in en verdeelt het geld over de afdelingen. In grotere steden vertegenwoordigt één raadslid soms meerdere wijken.

### De Commissie
Hierin worden zowel de wetgevende als uitvoerende macht in één groep vertegenwoordigers gebundeld, die meestal bestaat uit drie of meer leden en die in de stad wordt verkozen. Elke commissaris overziet het werk van één of meerdere afdelingen van het stadsbestuur. De commissarissen bepalen ook het beleid en de regels waarmee de stad wordt bestuurd. Een van hen is voorzitter van het orgaan en hij wordt vaak de burgemeester genoemd, hoewel zijn macht gelijk is aan die van de andere commissarissen.

### Raad-Bestuurder
De stadsbestuurder is een reactie op de toenemende complexiteit van stedelijke problemen, waarvoor bestuurderskwaliteiten nodig zijn die veel ambtenaren niet hebben. Om deze problemen het hoofd te bieden, wordt één persoon, een hoogopgeleide en ervaren stadsbestuurder, aangewezen om het grootste deel van de uitvoerende macht op zich te nemen. Hieronder vallen wetshandhaving en dienstverrichting.
Dit plan is inmiddels aangenomen in veel steden. Een kleine, verkozen raad maakt de ordonnanties en stelt het beleid op. Ze huren echter een administrator, ook wel stadsbestuurder, in om de beslissingen van de raad uit te voeren. De stadsbestuurder overziet het stadsbudget en de meeste afdelingen. Meestal is er geen voorafbepaalde termijn; de bestuurder werkt net zo lang als de raad tevreden is met zijn of haar werk.

### County-regering
De county (een soort provincie) is een onderdeel van de staat, waar vaak (maar niet altijd) twee of meer buurtschappen en een aantal dorpen deel van uitmaken. New York is zo groot dat de stad is opgedeeld in vijf wijken, die elk een county op zich zijn. In contrast hiermee is Arlington County in Virginia, de kleinste county van de Verenigde Staten. Het ligt aan de overkant van de Potomac vlak bij Washington D.C. en is een stedelijk gebied (buitenwijk) en wordt bestuurd door een enkele administratie. In andere steden zijn de stads- en county-regeringen samengegaan en vormen ze één regering.
In de meeste county's wordt één stad of dorp aangewezen als county seat en dat is waar de overheidskantoren zijn en waar de raad van commissarissen samenkomt. In kleine county's wordt de raad door de county gekozen; in de grote county's vertegenwoordigen de commissarissen verschillende districten of buurtschappen. De raad haalt belasting op voor deelstaat- en lokale regeringen; leent geld en bepaalt waar het aan uitgegeven wordt; stelt de salarissen van de county-medewerkers vast; overziet de verkiezingen; legt snelwegen en bruggen aan en onderhoudt deze; en beheert de nationale, deelstaat- en county-welvaartsprogramma's. In erg kleine county's kan het voorkomen dat de uitvoerende en wetgevende macht volledig bij een enkele commissaris ligt, die wordt ondersteund door raden bij het overzien van belastingen en verkiezingen. In enkele staten in New England hebben county's geen enkele regeringsfunctie en vormen ze slechts scheidingen van het grondgebied.

### Dorpsregering
Duizenden gemeentelijke rechtsgebieden in de VS zijn te klein om als stadsregeringen te worden beschouwd. Dit zijn dorpen en gehuchten, waar men zich enkel bezighoudt met lokale behoeften, zoals het asfalteren en verlichten van de straten, het zorgen voor de watervoorziening, het voorzien in politie- en brandweerkrachten en afvalbeheer.
De regering wordt doorgaans toevertrouwd aan een verkozen bestuur of raad, die met verschillende termen kunnen worden aangeduid: dorpsraad, raad van selectmen, raad van opzichters, raad van commissarissen. Het kan voorkomen dat een raad een voorzitter of president heeft die ook de uitvoerende taken op zicht neemt, of het kan voorkomen dat er een verkozen burgemeester is. Regeringsmedewerkers zijn onder andere een griffier, penningmeester, politie- en brandweerlieden, gezondheidsdokters en maatschappelijk werkers.
Een uniek aspect van de lokale overheid in de VS, die met name in de regio New England in het noordoosten veel voorkomt, is de town meeting (lett. "dorpsvergadering). Eens per jaar, of vaker als dat nodig is, komen de stemgerechtigden van het dorp samen in een publieke bijeenkomst om officiers te kiezen, over lokale problemen te debatteren en wetten aan te nemen om de regering te laten functioneren. Ze beslissen gemeenschappelijk over wegconstructie en -onderhoud, het bouwen van openbare gebouwen en faciliteiten, belastingen en het dorpsbudget. De town meeting, die op sommige plekken al meer dan drie eeuwen bestaat, wordt vaak beschreven als de meest pure vorm van directe democratie, aangezien de overheidsbevoegdheden niet aan iemand worden uitbesteed, maar door de hele bevolking direct en op regelmatige basis worden uitgevoerd.

## Campagnefinanciering
Voor een succesvolle deelname, vooral in federale verkiezingen, zijn grote hoeveelheden geld nodig, met name om reclame te maken op tv. Het is erg lastig om dit geld op te halen door algemene oproepen te doen aan de massa, hoewel kandidaten in de presidentsverkiezingen van 2008 van beide partijen erin slaagden geld op te halen via internet, net als Howard Dean met zijn internetoproepen. Beide partijen zijn afhankelijk van rijke donoren en organisaties—de Democraten waren altijd afhankelijk van georganiseerde arbeid terwijl de Republikeinen van donaties uit het bedrijfsleven afhankelijk waren. Deze afhankelijkheid van donoren is controversieel en er zijn nieuwe wetten ingevoerd waarin het sponsoren van politieke campagnes wordt beperkt. Tegenstanders van campagnefinanciering noemen het recht op vrijheid van meningsuiting uit het eerste amendement van de grondwet van de Verenigde Staten en bekritiseren de wetten voor campagnefinanciering omdat ze van mening zijn dat deze proberen de in de grondwet vastgelegde rechten van het volk te omzeilen. Zelfs als de wetten worden gehandhaafd leidt het feit dat er rekening moet worden gehouden met het eerste amendement tot wetten die vrij beperkt zijn in hun bereik, vooral vergeleken met de wetten in andere landen, zoals het Verenigd Koninkrijk, Frankrijk of Canada.
Fondsenwerving speelt een belangrijke rol in het proces van een kandidaat om gekozen te worden voor een openbare functie. Zonder grote hoeveelheden geld heeft een kandidaat maar weinig kans om zijn of haar doelen te bereiken. In de algemene verkiezingen van 2004 werd 95% van de strijd voor posities in het Huis van Afgevaardigden en 91% voor posities in de Senaat gewonnen door de kandidaten die het meeste geld hadden uitgegeven aan hun campagne. Al sinds de jaren 1860 zijn er pogingen gedaan om de invloed van geld op het verloop van de politieke campagnes te verminderen. Recentelijk is er door het Congres een wet aangenomen waarin kandidaten de bronnen van alle bijdragen aan hun campagne moeten verklaren, moeten aangeven hoe het geld in de campagne wordt uitgegeven. Tevens werd het gebruik van "zacht geld" beperkt (brookings.edu)
De campagne voor de presidentiële verkiezingen van 2012 kwam wat betreft zowel kandidaten als fondsenwerving langzaam op gang. Tegen het einde van september (twee maanden voor de verkiezingen) waren de financiële middelen van de Republikeinse kandidaten slechter dan die van de Democraten op hetzelfde punt in de campagne van 2004. (opensecrets.org)

## Politieke partijen en verkiezingen
In de Grondwet van de Verenigde Staten wordt de kwestie van politieke partijen niet geadresseerd, voornamelijk omdat de Founding Fathers niet de intentie hadden om een partijsysteem op te zetten. In de Federalist Papers nummers 9 en 10 schreven respectievelijk Alexander Hamilton en James Madison over de gevaren van binnenlandse politieke facties. Daarnaast was de eerste President van de Verenigde Staten, George Washington, geen lid van een politieke partij, tijdens zijn campagne, noch tijdens zijn ambtsperiode als president. Hij hoopte daarbij dat er geen politieke partijen zouden worden gevormd, uit angst voor conflicten en stagnatie. Toch werd het begin voor het tweepartijensysteem gelegd in zijn directe kring van adviseurs. Hamilton en Madison werden uiteindelijk de belangrijkste leiders in dit nieuwe partijenstelsel.
In partijgebonden verkiezingen worden kandidaten door de politieke partij genomineerd of willen zij onafhankelijk een publieke functie bekleden. Elke staat heeft veel vrijheid om te bepalen hoe kandidaten worden genomineerd om te verschijnen op het stembiljet. Normaal gesproken worden de kandidaten van de belangrijkste partijen gekozen in een partijbijeenkomst, terwijl kleinere partijen en onafhankelijken door een petitieproces moeten.

### Politieke partijen
Het hedendaagse politieke partijenstelsel in de Verenigde Staten is een tweepartijensysteem waarin de Democratische Partij en de Republikeinse Partij de boventoon voeren. Deze twee partijen hebben elke Amerikaanse presidentsverkiezing gewonnen sinds 1852 en hebben sinds 1856 zeggenschap over het Amerikaans Congres. De Democratische Partij stelt zichzelf op als centraal-links en gelooft in een modern Amerikaans liberaal platform, terwijl de Republikeinse Partij zich vooral als centraal-rechts opstelt en een modern Amerikaans conservatief platform ondersteunt.
Derde partijen hebben slechts van tijd tot tijd enige vertegenwoordiging weten te behalen op lokaal niveau. De Libertarische Partij is de op-twee-na grootste partij in de VS en zegt meer dan 250.000 geregistreerde kiezers te hebben; het stelt zich op als centraal of radicaal-centraal en steunt een klassiek liberale positie. Andere huidige derde partijen zijn onder andere de linkse Groene Partij, vergelijkbaar met de Nederlandse partij GroenLinks, en de rechtse Constitution Party.

### Verkiezingen
In tegenstelling tot sommige parlementaire systemen kiezen Amerikanen voor een specifieke kandidaat en niet direct voor een bepaalde politieke partij. Met een federale overheid worden de vertegenwoordigers gekozen op federaal (nationaal), deelstaat- en lokaal niveau. Op nationale schaal wordt de President indirect gekozen door het volk, middels een Kiescollege. Meestal kiest het kiescollege dezelfde kandidaat als de meerderheid van de stemmers. Alle leden van het Congres en de zetels op het deelstaat- en lokale niveau worden direct gekozen.
De verkiezingen worden bepaald door wetten op zowel federaal als deelstaatniveau. De grondwet bepaalt (tot op bepaalde hoogte) hoe de federale verkiezingen moeten worden gehouden, in Artikel 1 en Artikel 2 en verschillende amendementen. Wetten op deelstaatniveau bepalen de meeste aspecten van het verkiezingsrecht, waaronder de zogenaamde primaries, een soort voorverkiezingen, wie er mogen stemmen (als uitbreiding op de basisdefinitie in de grondwet), hoe het kiescollege van elke staat wordt beheerd en hoe de deelstaat- en lokale verkiezingen verlopen.
Election Day is altijd in november, en de ambtswisseling in januari daarop. In de jaren die door 4 deelbaar zijn (zoals 2016 en 2020) worden presidentsverkiezingen gehouden. In de even jaren (dus dezelfde jaren en de midterm jaren zoals 2018) worden er verkiezingen voor het Amerikaanse Congres gehouden. Alle 435 zetels in het Huis van Afgevaardigden en een derde van de 100 senatoren worden dan verkozen. In 2019 en 2020 zijn de Democraten in de meerderheid in het Huis van Afgevaardigden, en de Republikeinen in de Senaat.

### Organisatie van Amerikaanse politieke partijen
Amerikaanse politieke partijen zijn losser georganiseerd dan de partijen in andere landen. De twee belangrijkste partijen in het bijzonder hebben geen formele organisatie op nationaal niveau die lidmaatschap, activiteiten of standpunten overziet. Enkele deelstaatafdelingen hebben wel zo'n organisatie. Dit houdt in dat het heel wat anders betekent wanneer een Amerikaan zegt dat hij of zij lid is van de Democratische of Republikeinse partij dan wanneer een Nederlander zegt dat hij of zij lid is van bijvoorbeeld de VVD of de PvdA. In de Verenigde Staten kan iemand vaak al "lid" worden door dat simpelweg te verklaren. In sommige staten kan een stemgerechtigde zich laten registreren als lid van een of andere partij en in de voorverkiezingen stemmen voor een of andere partij. De keuzemogelijkheden worden hierdoor niet beperkt. Lid zijn geeft iemand ook geen bepaalde rechten of plichten binnen de partij, afgezien van het mogelijkerwijs mogen stemmen in de voorverkiezingen van die partij. Iemand mag de partijbijeenkomsten van de ene partij bezoeken op de ene dag en die van een andere partij op de volgende dag. De enige manier om "dichter bij de actie" te komen is door intensief te participeren in de activiteiten van de partij en door andere aanwezigen te overtuigen meer verantwoordelijkheid toe te vertrouwen.
Het identificeren met een bepaalde partij wordt iets formeler wanneer iemand zich verkiesbaar stelt voor een zetel binnen de partij. In de meeste staten houdt dit in dat iemand zichzelf uitroept als kandidaat voor nominatie van een bepaalde partij en dat hij of zij de intentie heeft om deel te nemen aan de voorverkiezing voor een zetel binnen de partij. Een partijcomité kan kandidaten selecteren, maar de uiteindelijke beslissing ligt bij degenen die stemmen in de voorverkiezing en het is van tevoren vaak lastig in te schatten wie er precies gaat stemmen.
Het resultaat hiervan is dat de Amerikaanse politieke partijen een zwakke centrale organisatie hebben en weinig centrale ideologie hebben. Een partij kan niet echt iets doen tegen iemand die zichzelf tot lid benoemt en het oneens is met de meerderheid binnen de partij of iemand die de doelen van de partij actief tegenwerkt, zo lang als de stemmers voor diegene willen stemmen in de voorverkiezingen. Zodra iemand een zetel heeft bemachtigd, kan hij of zij van partij wisselen door dit simpelweg aan te geven.
Op federaal niveau hebben beide grote partijen een nationaal comité dat fungeert als spil voor een groot deel van de fondsenwerving en campagneactiviteiten, met name tijdens presidentsverkiezingen. De exacte samenstelling van deze comités verschilt per partij, maar ze bestaan doorgaans uit vertegenwoordigers van de deelstaatpartijen en aangesloten organisaties en andere belangrijke personen binnen de partij. Deze comités hebben echter niet de bevoegdheid om de activiteiten van de leden van de partij te sturen.
Beide partijen hebben ook aparte campagnecomités die het kandidaten kiezen op een specifiek niveau tot taak hebben. De belangrijkste hiervan zijn de Hill-commissies, die kandidaten kiezen voor elk huis van het Congres.
Er zijn deelstaatpartijen in alle vijftig staten, maar de structuur van de partij verschilt per staat en is afhankelijk van de wetten en de partijregels op zowel het nationale als op deelstaatniveau.
Ondanks de zwakke organisaties worden de verkiezingen vaak afgebeeld als een nationale strijd tussen de politieke partijen. De kandidaten in de presidentsverkiezingen worden vaak de de facto leider van hun partij en ronselen daarmee supporters die dan zullen stemmen op de kandidaten van zijn partij voor andere posities. De zogenaamde tussentijdse verkiezingen (waarbij alleen het Congres en niet de president opnieuw wordt gekozen) daarentegen worden vaak beschouwd als een soort referendum waarmee kan worden gemeten hoe er wordt gedacht over de huidige president. Het volk kan daarbij kandidaten van de partij van de president kiezen of wegstemmen, waardoor het Congres daarna de presidentiële agenda kan steunen of blokkeren.

### Algemene ontwikkelingen
De meeste Founding Fathers verwierpen het idee van politieke partijen omdat ze vreesden voor verdeling en ontregeling. Tegen de jaren 1790 waren de meesten echter van een van de twee nieuwe partijen lid geworden en tegen de jaren 1830 waren de partijen algemeen geaccepteerd in de democratie en speelden ze daar een centrale rol in. Het Eerste Partijenstelsel ontstond in de jaren 1790. Mannen met tegengestelde meningen zouden elk gelijkgestemden opzoeken om hun eigen zaak kracht bij te zetten. De volgers van Alexander Hamilton werden bekend als "Federalisten"; zij waren voor een sterk gecentraliseerde overheid die de interesses van nationale defensie, handel en industrie zou steunen. De volgers van Thomas Jefferson, de Jeffersonians, kregen de naam "Republikeinen"; zij waren voor een gedecentraliseerde agrarische republiek waarin de federale overheid weinig macht had.
Tegen 1828 was het First Party System uiteengevallen. Twee partijen werden gevormd uit de overblijfselen van het oude stelsel: ze vormden het Tweede Partijenstelsel met de Whigs, die waren opgericht in opstand tegen president Andrew Jackson en zijn nieuwe Democratische Partij. In die tijd was een systeem gebaseerd op stadswerkers, arme blanken uit het Zuiden en westerse boeren dominant.
In de jaren 1860 kwam de kwestie rondom slavernij centraal te staan, waarbij de belangrijkste vraag was of slavernij toegestaan zou moeten worden in de nieuwe gebieden in het Westen. De Whig Party leek aan beide kanten te staan, maar na het verlies van Franklin Pierce in de presidentsverkiezingen van 1852 hield de partij op te bestaan. Ex-leden van de Whig Party werden lid van de Know Nothings of de nieuwgevormde Republikeinse Partij. De Know Nothingpartij bestond maar korte tijd, maar de Republikeinen zouden blijven voortbestaan tot de Burgeroorlog. Het voornaamste beleid van de Republikeinen was om de slavernij in het hele land af te schaffen. Slechts zes jaar later won de partij het presidentschap toen Abraham Lincoln in 1860 werd gekozen. Tegen die tijd waren de partijen de dominante politieke organisaties geworden en voor veel mensen was het behoren tot een van de partijen van groot belang. Partijloyaliteit werd overgegeven van vader op zoon en partijactiviteiten maakten deel uit van het sociale leven in veel gemeenschappen.
Deze trend was tegen de jaren 1920 echter sterk afgenomen. Gemeentelijke hervormingen, hervormingen in de dienstplicht, wetten om corruptie tegen te gaan en presidentiële voorverkiezingen om de macht van de politici op nationaal niveau te beperken hadden bijgedragen aan het opschonen van de politiek.

### Ontwikkeling van het tweepartijenstelsel
Sinds de jaren 1790 zijn er tegelijkertijd steeds slechts twee grote, belangrijke partijen geweest in de Verenigde Staten. Een hoop kleinere partijen duiken van tijd tot tijd op. Deze worden vaak gebruikt als doel om te pleiten voor nieuw beleid, dat uiteindelijk wordt overgenomen door de grote partijen. Op verschillende tijden hadden de Socialistische Partij, de Boeren-Arbeid Partij en de Populistische Partij een paar jaar grote macht op lokaal niveau, maar verdwenen later weer—hoewel de Boeren-Arbeid Partij in Minnesota samen ging met de Democratische Partij van die staat en samen de Democratische–Boeren–Arbeid Partij vormden. Op dit moment is de Libertarische Partij de succesvolste derde partij. In de staat New York is er een aantal overige derde partijen die soms hun eigen kandidaten verkiesbaar stellen en soms kandidaten van de twee belangrijkste partijen nomineren. In het District van Columbia, is de D.C. Statehood Green Party al lange tijd de op-twee-na grootste partij.
De meeste politici in Amerika worden verkozen in districten met maar één lid en winnen door hun tegenstanders uit te schakelen in een systeem dat bekendstaat als first-past-the-post: degene die de pluraliteit krijgt, wint (dat is niet hetzelfde als het halen van een meerderheid van de stemmen). Daar waar er geen congresdistricten zijn met meerdere zetels, is proportionele vertegenwoordiging onmogelijk en kunnen derde partijen niet goed presteren. Hoewel er bij de verkiezingen voor de Senaat twee senators per kiesdistrict (staat) zijn, resulteren gespreide termijnen eigenlijk altijd in kiesdistricten met slechts één zetel voor de Senaat.
Vroeger gingen de stemmers naar de stembus en verklaarden ze openbaar welke kandidaat ze steunden. Later werd dit een proces waarin elke partij een stembiljet opstelt en de stemmer zijn stembiljet in een stembus deed. Aan het einde van de 19e eeuw begonnen verschillende staten de Australische geheime stemming aan te nemen en dit werd uiteindelijk de nationale standaard. Met deze methode wordt de privacy van de stemmers gewaarborgd (en zo konden banen bij de overheid niet langer beloofd worden aan trouwe stemmers) en werd elke staat verantwoordelijk voor het samenstellen van een eigen stembiljet. Omdat de Democraten en Republikeinen de macht hadden over de wetgeving in de staten, kregen ze de mogelijkheid om wetten aan te nemen die zouden discrimineren tegen kleinere politieke partijen, maar tot vlak na de Eerste Wereldoorlog werden er nog niet van dit soort wetten doorgevoerd. Met de komst van deze wetten werd het voor kleinere partijen lastiger om hun kandidaten verkiesbaar te stellen omdat er een groter aantal handtekeningen nodig was op de petitie en deze petitie ook korter mocht rondgaan.
Hoewel partijleden vaak zullen meestemmen met de voorstellen van de eigen partij, zijn ze vrij om tegen de eigen partij te stemmen en met de oppositie mee te gaan.

### Kiesrechtgeografie

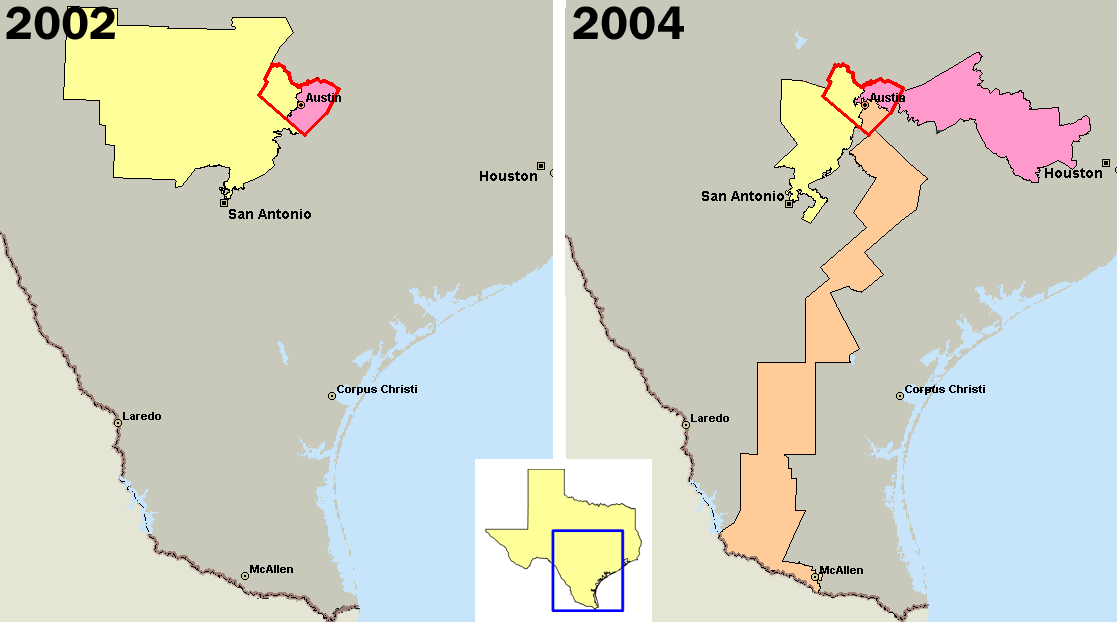
Congresdistricten in Travis County (Texas) (omcirkeld in rood) in 2002 (links) en 2004 (rechts). In 2003 werd de staat opnieuw in districten opgedeeld door de Republikeinen, waardoor de stemkracht van de sterk Democratische county afnam, doordat de inwoners werden verdeeld over meer Republikeinse districten.

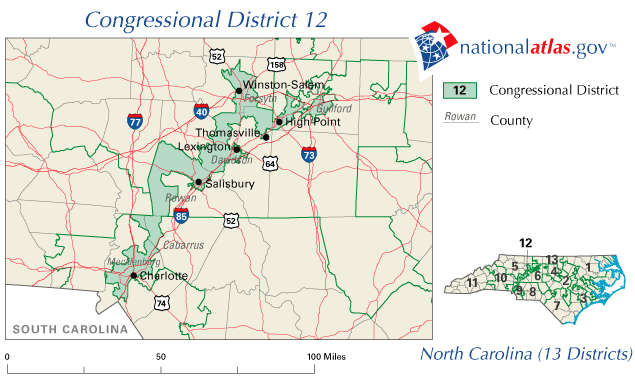
Shaw v. Reno was een zaak van het Hooggerechtshof waarbij het 12e congresdistrict van North Carolina opnieuw werd ingedeeld. Er was sprake van racistische kiesrechtgeografie (pictured).

In de Verenigde Staten is er sprake van een lange geschiedenis van kiesrechtgeografie. In sommige staten is het zelfs de norm. Staatswetgevers van beide partijen spreken soms af om de grenzen van congresdistricten zo te trekken dat de herverkiezing van de meeste of alle vertegenwoordigers van beide partijen gewaarborgd wordt. In sommige staten is deze bevoegdheid toegewezen aan speciale comités, waardoor er minder politieke invloed kan zijn. Washington, Arizona, en Californië hebben met twee voorstellen in 2008 en 2010 commissies opgesteld om de districten opnieuw in te delen na de volkstelling van 2010. Rhode Island en New Jersey hebben ad-hoccommissies ingesteld, maar ook daar zijn de herverdelingen in de afgelopen decennia gebaseerd op data uit de volkstelling. In Florida zijn er in de amendementen regels vastgesteld om districten te creëren, maar daar is het niet verplicht om een onafhankelijke commissie samen te stellen.
Internationale verkiezingsopzichters van de Afdeling voor Democratische Instituties en Mensenrechten van de Organisatie voor Veiligheid en Samenwerking in Europa werden uitgenodigd om een verslag te schrijven over de presidentsverkiezingen van 2004. Zij uitten in hun rapport kritiek op het proces van herverdeling van de districten en raadden aan om de procedures te herzien om zo te zorgen dat de Congresverkiezingen daadwerkelijk eerlijk zouden verlopen.

## Zorgen over oligarchie en een afnemende democratie
Men kan beargumenteren dat de politieke structuur in de Verenigde Staten een oligarchie is, waarin een kleine economische elite voor het overgrote deel het beleid en de wetten bepaalt. Er zijn onderzoekers die van mening zijn dat onder de invloed van bedrijven, rijke en andere belangengroepen de Verenigde Staten een oligarchie is geworden, waardoor individuele burgers weinig te zeggen hebben in het politieke proces dan de economische elites en de georganiseerde belangengroepen.
Een onderzoek door politicologen Martin Gilens (Princeton-universiteit) en Benjamin Page (Northwestern-universiteit), dat in april 2014 werd gepubliceerd, heeft uitgewezen dat de elite vaak de overhand krijgt wanneer de voorkeur van een meerderheid van de burgers afwijkt van die van de elites. Hoewel ze de Verenigde Staten niet direct als "oligarchie" of "plutocratie" bestempelen, hechten Gilens en Page wel belang aan het idee van een "civiele oligarchie", een term van Jeffrey A. Winters. Ze schrijven: "Winters heeft een vergelijkende theorie gevormd over "Oligarchie," waarin de rijkste burgers – zelfs in een "civiele oligarchie" zoals de Verenigde Staten – domineren over het beleid omtrent cruciale kwesties van welvaart- en inkomstenbescherming."

In hun onderzoek kwamen Gilens en Page tot de volgende conclusies: 
Als de meerderheid van de burgers het oneens is met de economische elite en/of met georganiseerde belangen, verliezen ze over het algemeen. Sterker nog, omdat er een sterke status quo is ingebouwd in het Amerikaanse politieke systeem, zal een beleid meestal niet aangepast worden zelfs als een behoorlijke grote meerderheid van de Amerikanen dat wil. . . De voorkeuren van de gemiddelde Amerikaan lijken maar een minuscule, statistisch niet-significante impact te hebben op openbaar beleid.—  Martin Gilens and Benjamin I. Page, 2014
E.J. Dionne Jr. heeft geschreven over wat hij ziet als de gevolgen van ideologische en oligarchische belangen op de rechterlijke macht. De journalist, columnist en geleerde interpreteert recent genomen beslissingen van het Hooggerechtshof als beslissingen waardoor de rijke elites economische macht kunnen gebruiken om politieke uitkomsten te beïnvloeden in hun eigen belang. "Zo," schrijft Dionne, in zijn discussie van de uitspraken van het Hooggerechtshof in de zaken van McCutcheon v. FEC en Citizens United v. FEC, "heeft dit gerechtshof aan de rijken het recht verleend om grote hoeveelheden geld te doneren aan politici, terwijl ze tegelijkertijd de rechten van miljoenen burgers ondermijnen om een stembiljet te vormen."
Paul Krugman schreef daarover: 
De grimmige realiteit is dat we een samenleving hebben waarin geld steeds meer in handen van een kleine groep mensen is. Dit bedreigt ons om een democratie te maken die alleen zo genoemd wordt.— Paul Krugman, 2012

### Meer lezen
- Barone, Michael et al. The Almanac of American Politics, 2012 (2011)
- Edwards, George C., Martin P. Wattenberg, and Robert L. Lineberry. Government in America: People, Politics, and Policy (15de editie, 2010)
- Finkelman, Paul, and Peter Wallenstein, eds. The Encyclopedia Of American Political History (2001)
- Greene, Jack P., ed. Encyclopedia of American Political History: Studies of the Principal Movements and Ideas (3 vol. 1984)
- Harrington, Mona. The Dream of Deliverance in American Politics. New York: A.A. Knopf, 1986. ISBN 0-394-54973-2
- Hershey, Marjorie R. Party Politics in America (14de editie, 2010)
- Hetherington, Marc J., and Bruce A. Larson. Parties, Politics, and Public Policy in America (11de editie, 2009)
- Kazin, Michael, Rebecca Edwards, and Adam Rothman, eds. The Princeton Encyclopedia of American Political History (2 vol. 2009); Ingekorte editie (2011)
- Maisel, L. Sandy, ed. Political Parties and Elections in the United States: an Encyclopedia 2 vol. (Garland, 1991). (ISBN 0-8240-7975-2)
- Maisel, L. Sandy. American Political Parties and Elections: A Very Short Introduction (2007)
- O'Connor, Karen, Larry J. Sabato, and Alixandra B. Yanus. American Government: American Government: Roots and Reform (11de ed. 2011)
- Swirski, Peter. Ars Americana Ars Politica: Partisan Expression in Contemporary American Literature and Culture. Montreal, London: McGill-Queen's University Press (2010) ISBN 978-0-7735-3766-8
- Wilson, James Q., and John J. Diiulio and Meena Bose. American Government: Institutions and Policies (12de ed. 2010)